# Archer, Florida
Archer är en ort i Alachua County i delstaten Florida, USA.